# Dunkel

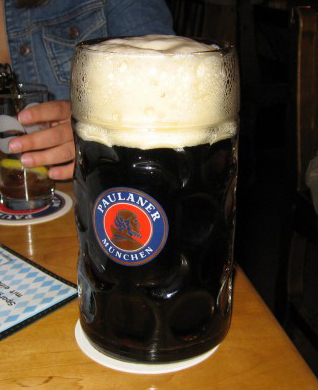
Dunkel.

Le terme dunkel (« foncé » ou « sombre » en allemand) désigne une catégorie de bière à la couleur sombre ou foncée, comme la Münchner dunkel. Elle ne se différencie guère des Lager ou des Export brunes. Certaines bières sont d'ailleurs vendues sous le nom de Export dunkel ou Lager dunkel. Elle s'oppose aux Helles.